# فرگشت درازپایان
درازپایان یک خانواده زنده از کیسه‌داران است که توانایی حرکت روی پاهای عقبی، گاهی با پریدن و همچنین چهارپا را دارد. آنها گیاه‌خوار هستند، اما برخی از سرده‌های فسیلی مانند Ekaltadeta فرض می‌شود که گوشت‌خوار بوده‌اند. بررسی وابستگی طبقه‌بندی درون خانواده و دیگر گروه‌های کیسه‌داران هنوز در جریان است.